# Shake Off the Dust... Arise
Shake Off the Dust... Arise è il primo album discografico in studio del musicista e cantante reggae statunitense Matisyahu, pubblicato nel 2004.

## Tracce
1. Chop 'em Down – 5:45
2. Tzama L'Chol Nafshi (Psalm  – 63:2-3) – 1:50
3. Got No Water – 5:54
4. King Without a Crown – 5:19
5. Interlude – 0:54
6. Father in the Forest – 4:59
7. Interlude – 0:17
8. Aish Tamid – 6:48
9. Short Nigun – 1:46
10. Candle – 6:22
11. Close My Eyes – 4:55
12. Interlude – 0:17
13. Exaltation – 5:04
14. Refuge – 3:28
15. Interlude – 0:23
16. Warrior – 7:23
17. Outro – 2:15